# 川桁山

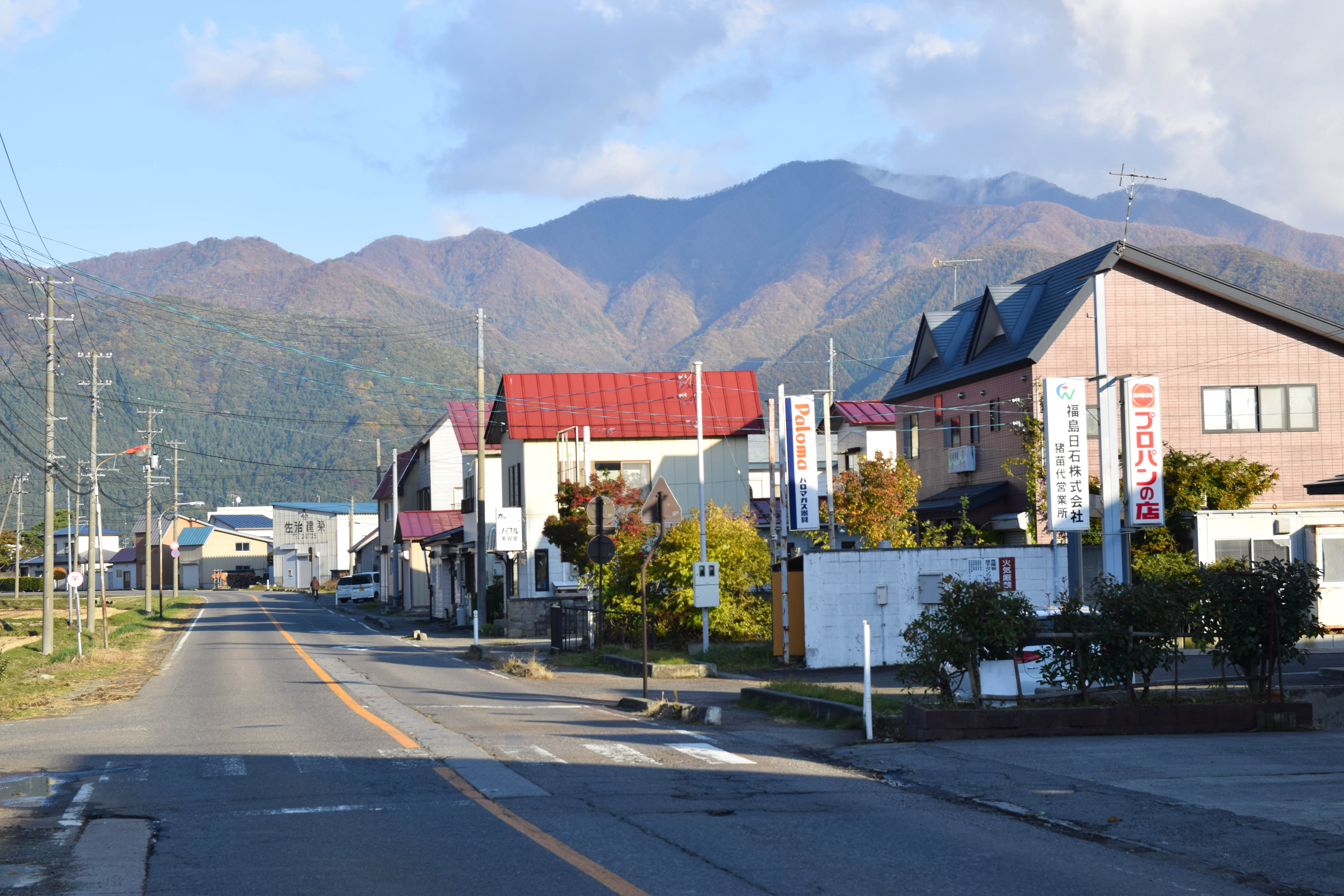
川桁山を東から見る

川桁山（かわげたやま）は福島県耶麻郡猪苗代町川桁にある山である。

## 概要
標高1413m。奥羽山脈に属しており、うつくしま百名山に指定されている。
また、長治観光が経営するホテルリステル猪苗代のスキーファンタジアのコースにもなっており、モーグルの世界大会が開催された実績もある。

## 交通アクセス
JR磐越西線川桁駅から徒歩30分。